# توم ميرفي (أستاذ جامعي)
توم ميرفي (بالإنجليزية: Tom Murphy)‏ هو عالم فيزياء فلكية وفيزيائي أمريكي، ولد في القرن العشرين.